# Жимолость каприфолиолистная
Жимолость каприфолиолистная, или жимолость каприфолиелистная (лат. Lonicera tragophylla), китайская жимолость, — вид цветкового растения семейства Caprifoliaceae. 
Встречается в Центральном Китае, где произрастает в лесах, кустарниках и скалистых расщелинах. Достигает размеров до 6 м в высоту и 1,5 м в ширину; представляет собой листопадный вьющийся кустарник с серо-зелеными листьями и воронкообразными ярко-жёлтыми цветками, появляющимися в конце лета и осенью. В отличие от многих своих родственников из рода жимолости Lonicera, не имеет запаха.
Латинский видовой эпитет tragophylla буквально означает «козий лист».
В культуре с 1900 года. Растение получило награду Королевского садоводческого общества за выдающиеся садовые качества.